# 조선민주주의인민공화국의 사형제
조선민주주의인민공화국은 사형제도를 유지하고 있으며, 내용은 아래와 같다.

## 개요
조선민주주의인민공화국은 형법과 형법부칙에 사형조항을 두고 있다.
조선민주주의인민공화국에서는 중대한 강도, 살인, 강간, 마약 밀수, 간첩, 정치의 다름, 최고 지도자 명예훼손 및 모욕죄, 대한민국 사람과 통화하는 행위 및 대한민국 방송을 시청하는 행위, 미국 방송 시청 및 미국인과 통화하는 등의 행위, 무단으로 방북(월북)하거나 밀입북에 적발되는 행위, 밀무역, 그리고 대역죄 혹은 성폭력 범죄, 음란물 감상 및 유포, 맨몸이나 알몸으로 거리를 나서 타인에게 불쾌감을 주는 행위 등과 불경죄, 체제부정(주체사상을 부정하는 행위, 반역, 탈당), 탈출(탈북, 월남, 월경), 해적 등 여러 유형의 범죄에 대하여 사형을 집행하며, 종교활동을 하는 경우도 사형에 처하는 경우가 있다. 사형집행 시에는 김일성 시대에는 군인은 총살형, 민간인은 교수형으로 사형을 집행했으나 김정일이 집권하면서 교수형을 폐지하고 거의 대부분 총살형으로 집행하고 있으며, 공개처형도 시행되고 있다. 국제앰네스티는 조선민주주의인민공화국에 사형 폐지를 요구했으나 해당 국가는 폐지를 거부하고 계속해서 집행을 한다. 그러나 평양최고인민대법원에서 사형을 무기징역이나 15년이하 노동교화형으로 감형하는 사례가 빈번하게 증가하고 있다.

## 공개처형 논란
북한은 2000년대부터 공개처형을 국제적인 비판을 받아오다 2007년 10월 재개했다. 공개 처형된 유명 인사에는 마약 밀매와 횡령 혐의로 유죄 판결을 받은 공무원이 포함된다. 살인, 강도, 강간, 약물거래, 밀수, 해적행위, 파괴행위 등의 혐의로 유죄판결을 받은 일반인들도 주로 총격대에 의해 처형된 것으로 보고되고 있다. 북한 당국은 국내 범죄 통계를 공개하지 않고 있다.
2007년 10월, 한국의 원조 단체 "굿 프렌즈"의 보고에 의하면, 공장 지하실에 설치된 13대의 전화기로부터 국제 전화를 걸었던 평양 남부의 공장장이, 15만명의 관중 앞에서 총격대에 의해서 공개 처형되었다.또 관객들이 떠난 뒤 급히 6명이 처형됐다고 보고했다. 다른 사례로는 국경을 넘어 중국으로 넘어간 탈북자 15명이 공개 처형됐다.
2011년에는 한국에서 국경을 넘어 날아온 선전물을 다룬 죄목으로 500명의 관중 앞에서 2명이 공개처형되기도 했다.

## 수용소 내부에서의 사형
국제 사면 위원회에 의하면 조선민주주의인민공화국의 정치범수용소 내부에서 고문과 처형이 광범위하게 이루어지고 있다고 하며, 조선민주주의인민공화국의 수감시설에서 총살이나 교수형이 있다는 증언이 있다. 처형은 죄수에 대한 제지의 수단으로 사용되며 종종 고문이 동반된다. 식량절도, 탈출시도, 종교적 신념포기를 거부하거나 정부비판과 같은 행위를 하는 죄수가 처형의 대상이다.

## 같이 보기
- 조선민주주의인민공화국의 인권
- 조선민주주의인민공화국의 정치범수용소
- 대한민국의 사형제